# Sherrill (Nueva York)
Sherrill es una ciudad ubicada en el condado de Oneida, en el estado estadounidense de Nueva York. Según el censo del año 2000 tenía una población de 3.147 habitantes y una densidad poblacional de 600.2 personas por km².

## Geografía
Sherrill se encuentra ubicada en las coordenadas 43°4′15″N 75°35′57″O / 43.07083, -75.59917. Según la Oficina del Censo, la ciudad tiene un área total de 5.2 km² (2.0 sq mi), de la cual toda es tierra.

## Demografía
Según el censo del año 2000, los ingresos medios por hogar en la localidad eran de $48.919 y los ingresos medios por familia eran $60.573. Los hombres tenían unos ingresos medios de $41.179 frente a los $26.500 para las mujeres. La renta per cápita para la localidad era de $22.311. Alrededor del 0.8% de las familias y del 2.2% de la población estaban por debajo del umbral de pobreza.